# Chinkultic
Chinkultic es un yacimiento arqueológico precolombino de la cultura maya ubicado a 55 kilómetros de Comitán, en el estado de Chiapas, México, construido originalmente por el pueblo maya como una ciudad lacustre durante el periodo preclásico.

## Localización
Esta zona arqueológica se sitúa en el municipio de La Trinitaria, Chiapas, México, aproximadamente a 55 kilómetros al este de la ciudad de Comitán de Domínguez, Chiapas, con rumbo a Ciudad Cuauhtémoc, se llega por la carretera fronteriza que conduce al parque nacional Lagunas de Montebello. Al llegar al poblado Miguel Hidalgo se toma una desviación sobre un camino asfaltado de 2 kilómetros, antes de llegar al parque nacional, se continua a mano izquierda por un camino rural de 1.5 km. La localidad más cercana es El Rincón, Municipio de La Trinitaria.

## Etimología
Chinkultic en maya significa "cenote escalonado". En tiempos prehispánicos, el nombre original de la antigua ciudad amerindia, que hoy se denomina Chincultik, era Zapaluta[cita requerida] (que en náhuatl significa caminos de enanos).

## Historia
El sitio fue ocupado inicialmente entre 50 a. C. y 350 d. C., una larga tradición que da inicio en el Protoclásico, así lo ejemplifican algunos fragmentos de estela con diseños del llamado “estilo Izapa”.
Su apogeo constructivo se dio en el periodo clásico tardío (600-900 años d. C.) en el que se desarrolló la mayor parte de la ciudad, aunque su ocupación duró hasta el periodo posclásico temprano (900 a 1200 d. C.), Chinkultic fue abandonado definitivamente, alrededor de 1250 d. C. a diferencia de los centros mayas de las tierras bajas.
Su cronología se conoce gracias a estudios realizados sobre su alfarería recobrada en una sección del sitio.
De la primera época existe una gran cantidad de monumentos escultóricos con inscripciones jeroglíficas al estilo de las Tierras Bajas. Sin embargo, la arquitectura presenta evidencias de contactos y relaciones con otros desarrollos culturales del área. Conforme se avanza al oeste y la topografía se eleva, los elementos característicos de esta época empiezan a diluirse y a mezclarse con otros desarrollos culturales. En el otro extremo de las Tierras Bajas se encuentra Comalcalco, hoy Tabasco; los puntos intermedios son Palenque y Toniná, en Chiapas, que son sitios importantes con inscripciones y uso frecuente de la bóveda maya, que marcan el límite de los mayas del Periodo Clásico con otros grupos de lengua mayense, pero culturalmente distintos. Otros elementos, como la cerámica policroma y las figurillas, tienen una distribución mucho más amplia.
La mayoría de las esculturas se produjeron en los últimos 300 años de esta era, con inscripciones jeroglíficas que datan desde 591 hasta 897 d. C.
Una estela está inscrita con la fecha 810 d. C., posiblemente la fecha más antigua conocida del Período Clásico en esta región.

## Exploraciones
Fue mencionado por vez primera por el sabio alemán Eduardo Seler, cuando hizo una visita al lugar a fines del siglo XIX.
En 1923, Blom y Lafarge logran acceder al juego de pelota, y encuentran la estela 8, que tiene una figura y glifos.
Una descripción detallada del sitio fue realizado por Enrique Juan Palacios en 1926. La primera investigación arqueológica del sitio se llevó a cabo en 1966 bajo la dirección de Stephan F. de Borhegyi del Museo Público de  Milwaukee, Wisconsin.
En 1928, el arqueólogo Frans Blom hizo fluctuar la erección del conjunto entre 591 y 897 d. C.
En 1944, Morley y Thompson visitan este lugar y hallan la estela 10. 
En 1958, el arqueólogo Gareth W. Love, director de excavaciones del New world internacional foundation, visitó las ruinas de Chinkultic.
En 1969, el director del Instituto Nacional de Antropología e Historia (INAH) Guillermo Bonfil, exploró el lugar.

### Excavaciones
A partir de 1970, algunas nuevas excavaciones y restauraciones de algunos edificios fueron realizadas por arqueólogos del gobierno mexicano.
En 1970 se realizó la exploración parcial del Cenote "Agua Azul"; primero se abatió, mediante bombeo, el nivel del agua; luego, con el empleo de técnicas normales de la arqueología, se realizaron los trabajos. El resultado fue la recuperación de objetos de cerámica, copal, cuentas de piedra verde, hachas, navajas de obsidiana y restos óseos.
Durante el proceso de exploración y consolidación de las estructuras de la acrópolis, se recuperaron varios conjuntos de ofrendas consistentes en cerámica, placas de concha, huesos de ave, navajas de obsidiana, piedras de molienda y figurillas. Es importante destacar que las construcciones de la acrópolis y la gran escalinata de acceso corresponden a dos etapas constructivas distintas.

## Descripción del lugar

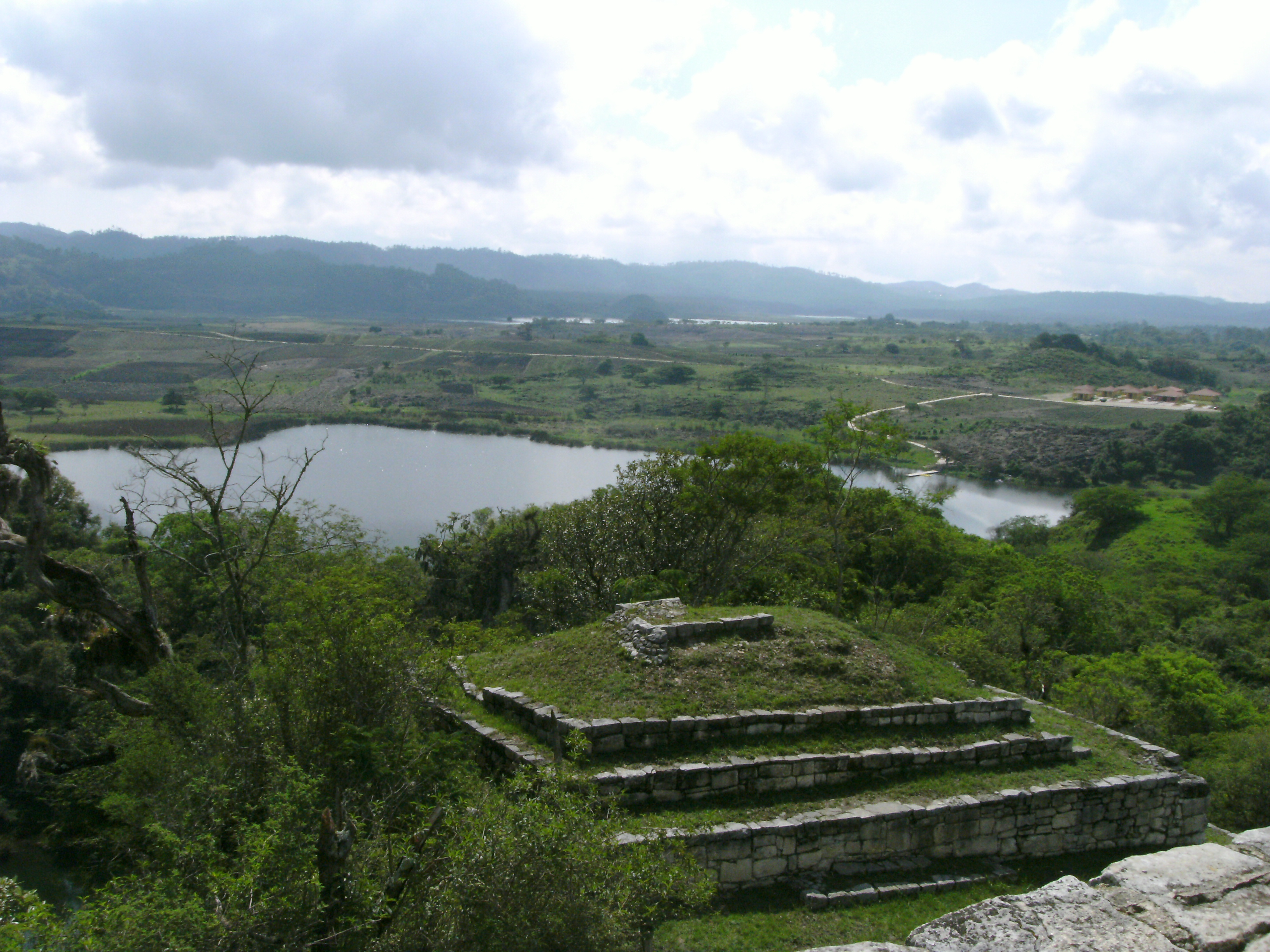
Laguna Chanujabab, Chinkultic, Chiapas, México

Es un sitio maya, que se adaptó a una serie de colinas calcáreas, su emplazamiento dominando la zona lacuestre, los amplios llanos comitecos. 
La forma y distribución de los conjuntos arquitectónicos, está relacionada por la topografía y la presencia de tres importantes depósitos naturales de agua: al norte el "Cenote Agua Azul", al noreste la laguna "Chanujabab" y al noroeste la de "Tepancuapan".
Lo que caracteriza a la arquitectura del lugar es, el aprovechamiento de los terrenos planos combinados con el adosadosamiento de los edificios y centros ceremoniales a las laderas de los pequeños cerros, que corren frente a los primeros lagos del sistema de Lagunas de Montebello; esto se logró por medio de nivelaciones, rellenos y recubrimientos, acondicionando el terreno mediante terrazas y muros de contención, adaptando así, la arquitectura a la topografía natural del terreno. La ubicación de las construcciones combina los espacios abiertos bajos con los elevados, estos últimos concebidos como escenarios de referencia a larga distancia. Alrededor de los conjuntos y hacia las partes bajas, se ubican pequeños núcleos dispersos de casas habitación.
El sitio y el área habitacional consiste de unos 200 montículos grandes y pequeños y unos 300 edificios, en gran parte todavía no excavados y sin explorar, agrupados alrededor de 6 conjuntos principales, que incluyen el área de la llamada "Acrópolis" o Grupo A, el cuadrángulo del Grupo B, Grupo D y el Grupo C con el juego de pelota, la Gran Plataforma y puede advertirse la presencia de plazas. 
El famoso cenote "Agua Azul" está 50 metros más abajo y a un costado de Acrópolis y los riscos cortados casi a plomo en algunas partes del Conjunto A.
En ese sentido es importante hacer notar el poco uso de la bóveda maya o falso arco en las construcciones; elemento común hacia el noreste de este sitio. Chinkultic es uno de los pocos lugares con abundantes inscripciones jeroglíficas del Período Clásico Tardío.

## Conjuntos y estructuras principales

### Conjunto A o El Mirador
Se ubica al noroeste del sitio y es la sección más elevada del lugar. Se encuentra separado del resto de los conjuntos, por el arroyo Yubnaranjo, que conecta la laguna "Chanujabab" con la laguna  "Tepancuapan". Desde lo alto se dominan ambas lagunas y la totalidad del sitio.
El primer núcleo está formado por un basamento piramidal escalonado que se localiza al este del conjunto, el cual no ha sido aún explorado. El segundo núcleo ocupa una posición más central y consta de tres basamentos.
El tercer núcleo se conoce como La Acrópolis, se asienta en la parte superior de una de las colinas, a la cual se ascendía por una gran escalinata que conduce a la parte alta y está formado por:
Estructura 1. Se sitúa al norte del núcleo y es el basamento piramidal principal, está formado por cinco cuerpos escalonados superpuestos con los paramentos en talud, los tres cuerpos superiores presentan amplias cornisas. En su fachada sureste se desplanta una escalinata central limitada por alfardas y un altar adosado al centro, cubre los primeros escalones. En la parte superior existen restos de un templo, formado por dos crujías de planta rectangular que abrigaba una tumba de bóveda de plano circular.
Al frente de estructura 1, se localizan otros tres adoratorios de menor altura, también con escalinatas en sus fachadas sur.
Al este del núcleo, se ubica un basamento de por lo menos dos cuerpos, construido en el borde superior del Cenote Agua Azul, de donde eran lanzadas las ofrendas.
También se encuentran cuatro altares distribuidos alrededor de una plaza baja y una plazoleta alta, construidas sobre terrazas formadas por el apilamiento de enormes piedras, todo ello al borde del cenote.

### Conjunto B
Este conjunto se sitúa en una colina baja y ocupa la porción central del sitio, que aún no se está explorado.
Gran Plaza o Plaza Hundida. El ordenamiento de las estructuras asociadas hacen de la plaza el punto central del "Conjunto B". Su amplitud es de 58 m de eje norte-sur y 54.22 m de este a oeste. Se cree que funcionaba como espacio escénico. Tres de sus lados, son cerrados por graderías que vienen a conformar un verdadero anfiteatro. En el extremo este se ubica una plataforma de planta rectangular (el cuadrángulo), donde se aprecia la calidad en el manejo de los cortes de piedra y juntas para formar los ensambles. La parte alta de la colina se encuentra adaptada con terrazas y plataformas bajas.
Estructura 17. Se localiza en el centro de la "Gran plaza", es una pequeña plataforma visible desde cualquier punto, lo que le da realce como centro focal del espectáculo. Mide un promedio de 5.50 m por lado y 1 m de altura. Presenta por lo menos dos ampliaciones y debió constar de cinco cuerpos escalonados.
Estructuras 16, 16 A y 16 B. Lo constituyen tres graderías que no son uniformes, y es notorio que fueron construidos por secciones, cuyos escalones presentan diferentes medidas, de acuerdo quizá con el rango social de los espectadores, de la actitud que desempeñaban en los actos públicos, fueran ceremoniales o lúdicos. Su altura máxima en el lado sur es de 5.10 m y el largo es de 51 m, 52.30 m y 45 m, respectivamente.
Estructuras 13, 14 y 15. El lado norte de la "Gran plaza", está limitado por tres basamentos escalonados con una altura promedio de 6.50 m, que cierran el lado abierto de esa especie de “gradería en herradura”.
Estructuras 18. Se sitúa al borde del "cuadrángulo" y su acceso directo al interior hablan de su importancia en el juego ceremonial. Se conserva únicamente parte del cuerpo debido a que la fachada colapsó al interior de la plaza.
Estructura 19. Una pequeña plazoleta la separa de la "Estructuras 18". También presenta severos daños en su última etapa constructiva, cuya planta tiene 18.80 m de largo por 12.86 m en los costados. En un pequeño descanso de la subestructura, cuenta con una especie de asiento o trono en la parte central superior, a los lados están empotradas dos columnillas cilíndricas de 0.37 m de diámetro y una altura que rebasa apenas 12 cm. La distancia entre ambas columnillas es de 1.13 m y están orientadas con dos pequeños altares monolíticos situados en los niveles descendentes a la plaza. Después de dos escalones normales, las tres siguientes suben en forma decreciente hasta terminar en un bloque escalonado de 1.80 m de altura y 1.34 m de ancho.
Desde aquí se pueden observar: la laguna Chunjab, el inicio de los canales que comunican parte de la cadena lacustre y un gran segmento del complejo arqueológico.

### Conjunto C
Se ubica en el extremo sur del sitio. Al igual que en los demás conjuntos, se aprovechó la topografía de la colina, en cuyas laderas se construyeron terrazas y plataformas. Es notable el conjunto de estelas en relieve con representaciones de personajes ricamente ataviados e inscripciones jeroglíficas; en su mayoría proceden del este del Conjunto C y cronológicamente se sitúan en el Periodo Clásico Tardío.
El juego de pelota. Se localiza al oeste del Conjunto C, está adosado a una colina cuya parte frontal fue terraceado y cubierto de cantera.
Los especialistas lo clasifican dentro del tipo cerrado; tiene forma de dos "T" unidas por la base. Cabe destacar su notable asimétrica, ya que, el extremo norte es más amplio que el extremo sur, en lugar de contar con una simetría básicamente. Al igual que otras estructuras de juego de pelota, el de Chinkultic presenta taludes y muros verticales. A diferencia de otros de Mesoamérica, en éste no existen los anillos; los marcadores estuvieron en la cancha y a veces en los taludes interiores. De este edificio procede el famoso relieve "El Anillo de Chinkultic".
Cuenta con una pequeña plaza donde se distribuye una serie de pequeñas plataformas. Cuenta con decoración modelada en estuco y en los momentos más tardíos se presenta la combinación de un ataúd coronado por una gruesa moldura. Es importante también el empleo de piedras de recubrimiento perfectamente talladas en su cara exterior.  Combina tribunas, alfardas y bases de estelas al centro y a los lados del cuadrángulo se alza un importante grupo de estelas, en su mayoría relacionadas con el culto al sol y al agua.
La Gran Plataforma. Se ubica sobre la parte superior de la colina, en ella puede apreciarse la extraordinaria calidad en los cortes de piedra que realizaron los mayas. Está circundan por edificios y a los lados de esta, se alza un importante grupo de estelas, en su mayoría relacionadas con el culto al sol y al agua.

### Conjunto D
Se localiza hacia el sureste, inmediatamente después del Conjunto B, el cual se asienta sobre la ladera sur; aún está sin explorar. De los restos de terrazas y plataformas, destaca un gran basamento piramidal.
De este conjunto se destaca la Estructura 20, conocido como “La Plataforma de las lajas” cuyos bloques rectangulares de sillares son los más grandes conocidos en la arqueología maya. Las medidas de estos bloques varían desde 1.60 hasta 2.26 m de largo por 0.38 a 0.47 m de ancho. 

### Estelas
Las estelas de los monumentos 4 y 8: glorifican la dinastía real acompañados de textos glíficos; en los monumentos 3, 7 y 18: describen escenas de sometimiento. 
La estela 8 es la más grande del sitio, mide 3.81 m de largo. 0.81 m de ancho y 0.28 m de espesor.
Estela 3. En la escena se observan dos personajes secundarios (uno de ellos, quizá un jorobado), los cuales, queman un cráneo a los pies de un dignatario. 
Disco de Chinkultic. Este bajorrelieve parece haber sido un marcador de juego de pelota, fue labrado en piedra caliza de 56 cm de diámetro por 13 cm de grosor. En el centro del cual, se encuentra representado un jugador en el momento de golpear la pelota con su cadera, ataviado con los característicos elementos de protección tales como: La piel de animal que cubre la cadera y cuelga hasta el piso, protección para las piernas, antebrazo y rodillas, destacando un cinturón grueso. En el aro exterior que rodea la escena aparece el texto que habla de la fecha (21 de mayo del 591 d. C.) de inauguración del campo de pelota y la colocación del disco. Esta pieza, actualmente se encuentra en el Museo Nacional de Antropología, de la Ciudad de México.

## Principales motivos religiosos
El culto al agua es inherente a una región lacustre como Chinkultic. El cenote "Agua Azul" y las lagunas "Chanujabab" y "Tepancuapan", jugaron un papel importante en el sitio, no sólo desde el punto de vista del aprovisionamiento del agua, sino también por el sentido religioso que tenían.
En el profundo cenote "Agua Azul", con agua permanente a la orilla del emplazamiento de la acrópolis, se encontraron restos de huesos y evidencias de sacrificio humano, gran cantidad de cerámica fragmentada y cajitas formadas de cuatro lajas donde se colocaron ofrendas dedicadas a ese elemento. De las ofrendas recuperadas, la representación más frecuente es la de Chac, dios de la lluvia. Los objetos eran arrojados desde cualquier punto del borde de la acrópolis, o eran depositadas en nichos subacuáticos por individuos.
El culto solar se puede constatar por la gran cantidad de fragmentos de urnas y braseros con diseños alusivos que aparecieron por doquier, y en las grandes urnas funerarias que muestran personajes vestidos con los atributos del sol que alumbra y que viaja al mundo de los muertos. En las estelas también se ven individuos ataviados con los mismos símbolos: una media anteojera enrollada sobre la frente, tocados en forma de venados muertos y pieles de jaguar alusivos a la noche (el jaguar es el animal que transporta al sol en su viaje por el inframundo), etcétera.
El sacrificio humano, a veces atestiguado por la iconografía, era práctica corriente, como lo probaron las investigaciones realizadas en 1970 en el cenote del sitio.
El juego de pelota tenía significación religiosa profunda, y era precedida a veces por el sacrificio  de uno o más jugadores, probablemente los perdedores, aunque nadie esta seguro.

## Galería

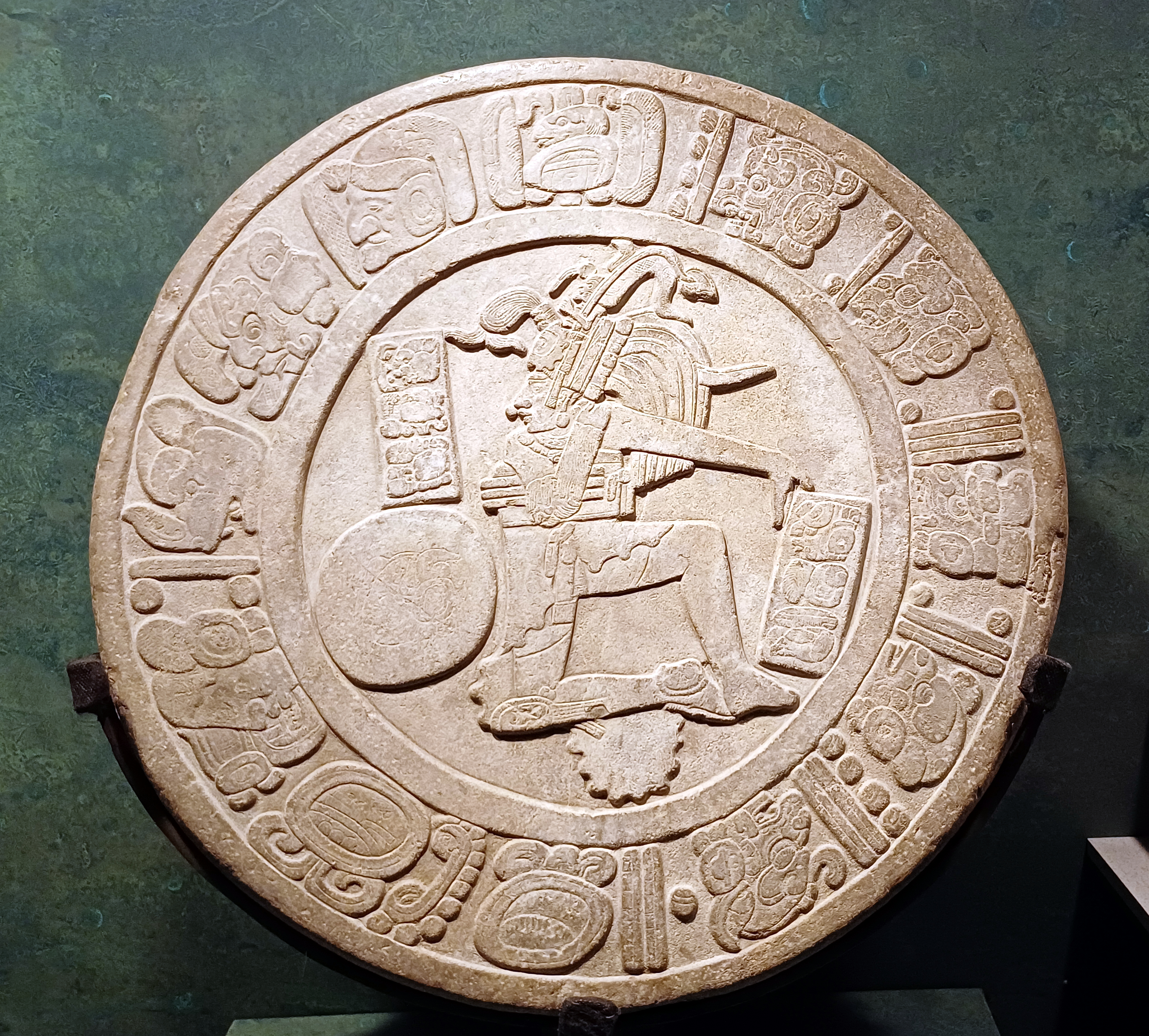
Disco de Chinkultic
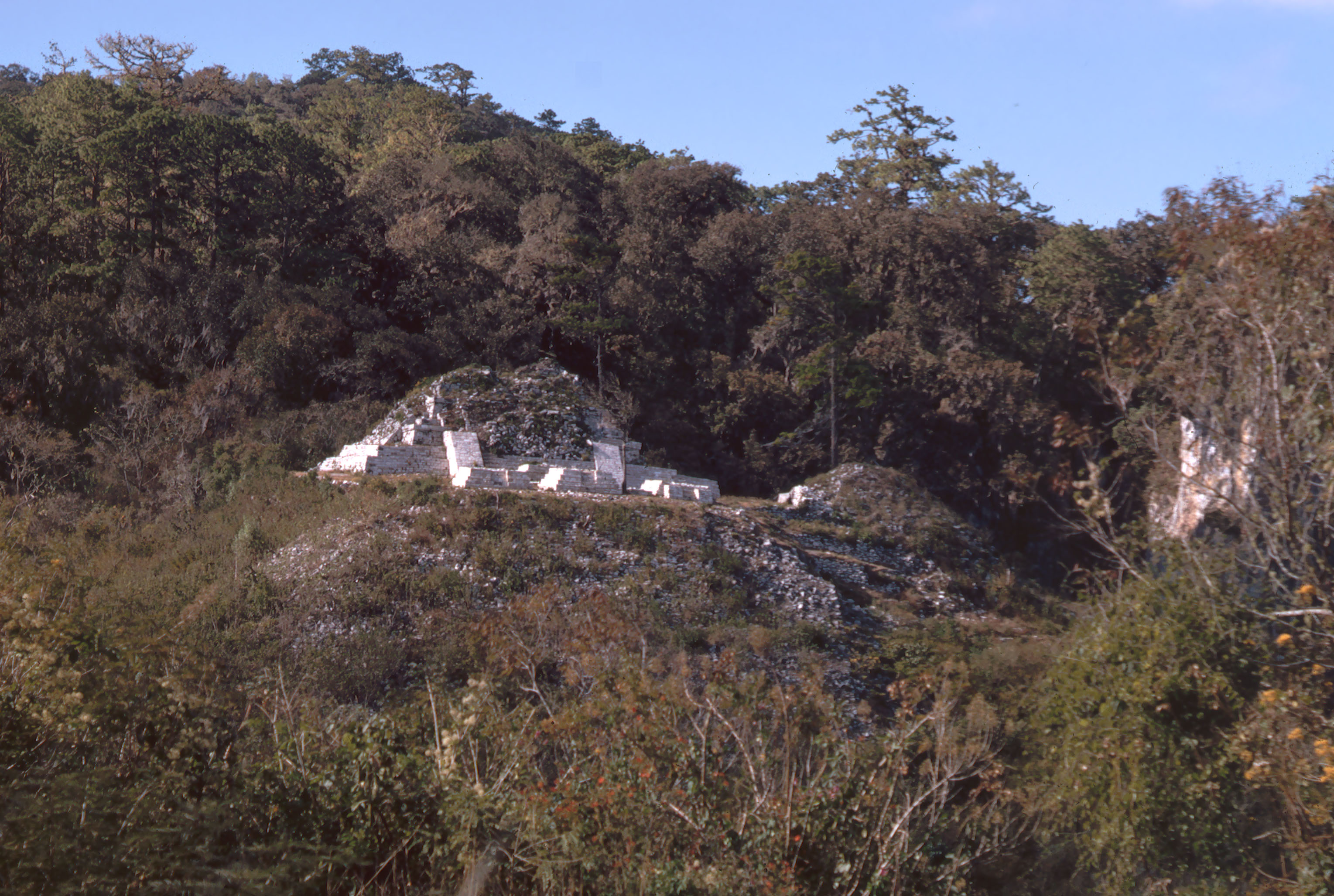
Acrópolis